# Culture baytown
 (janvier 2019).

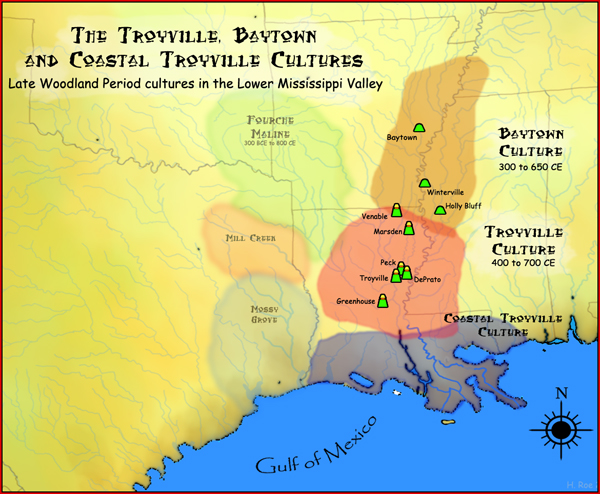
Carte montrant l’envergure géographique de Baytown, de la côte de Troyville et des

La culture « Baytown » est une culture précolombienne amérindienne qui a existé entre l’an 300 et l’an 700 EC dans la basse région du Mississippi, comprenant des sites dans l’est de l’Arkansas, dans l’ouest du Tennessee, en Louisiane et dans l’est du Mississippi. 
Le site de Baytown (en) présent dans la région de la rivière White, elle-même située dans le comté de Monroe est le site typique (en)de cette culture. Cette culture de la période de Baytown  s’inscrivait dans la période sylvicole supérieure. Elle était contemporaine aux cultures de Troyville (en) (dont la culture Troyville côtière) de Louisiane et du Mississippi (ces trois cultures sont issues de la culture de Marksville) et à la culture Fourche Maline (en). La culture de Plum Bayou (en) lui a ensuite succédé. Là où les peuples de Baytwon établissaient des campements dispersés, les peuples de Troyville construisaient eux de véritables terrassements,.

## Déclin dupeuple Hopewell
Les archéologues considèrent traditionnellement la période sylvicole supérieure (entre 1 500 et 1 000 ans avant notre ère) comme une période de déclin culturel après la prospérité des peuples Hopewell. Les sites de la période sylvicole supérieure, à l’exception des sites de la côte du Golfe en Floride, tendent à être plus petits que ceux de la période sylvicole intermédiaire. Plusieurs explications sont possibles : 
- Le taux de population a dépassé la capacité porteuse du territoire et alors que le système de commerce mis en place s’est effondré, des groupes d’individus sont venus dévaliser d’autres territoires afin d’obtenir des ressources importantes.
- Le remplacement de la lance et des propulseurs par l’arc et les flèches a contribué à l’extermination rapide du gros gibier et a interrompu l’aspect de la chasse dans la procuration de nourriture. Cela a conduit à la séparation de certains campements en plus petits groupes afin de mieux exploiter les ressources locales.
- Le climat plus froid d’il y a 1 600 ans a pu affecter les récoltes alimentaires, comme les noix et les graines amylacées.
- L’horticulture intensive est devenue si populaire qu’une augmentation de la production agricole a pu être à la source d’une réduction de la variabilité des ressources alimentaires disponibles entre les différents territoires. Cependant, cette dépendance à une agriculture limitée à seulement quelques types de plantes aurait comporté des risques. Des variations dans les taux de précipitations et dans le climat ont pu causer des pénuries, ce qui a entraîné des famines.

Ces quatre théories sont vraisemblablement liées et ont toutes pu jouer un rôle dans le développement de la culture de Baytown.
Bien que peu de travaux artistiques ou architecturaux mémorables peuvent être considérés comme appartenant à cette période, leur analyse montre qu’à travers le sud-ouest du territoire, la période sylvicole supérieure était très dynamique. L’utilisation de l’arc et des flèches a permis d’augmenter l’efficacité de la chasse et de nouvelles variétés de maïs, de haricots et de courges ont pris plus d’importance que les graines et racines natives déjà présentes dans la région. Bien que les campements soient de taille réduite, les sites de la période sylvicole supérieure étaient plus nombreux que ceux de la période sylvicole intermédiaire, ce qui correspond à une augmentation de la population. Ces facteurs tendent à prouver que la période sylvicole supérieure était une période bouillonnante, et non de déclin culturel.

## Culture matérielle

### Alimentation
Le peuple de Baytown cultivait des plantes typiques de la partie Est de l’Amérique du Nord, telles qu’une espèce de graminée , de l’orge , de l’amarante et des chénopodes. Ils cultivaient également en quantités moins importantes de l’hélianthe, de l’Iva annua, de la  Renouée des oiseaux, de la cucurbita et de la calebasse. On retrouvait également au centre de leur alimentation les glands, les noix de caryer ainsi que des fruits sauvages tels que les kakis, les prunes, les cerises et de nombreux fruits rouges et raisins. Les Baytwon chassaient également à l’aide d’arcs et de flèches le cerf de Virginie, des sciuridés, des ratons laveurs, des dindons, des pigeons migrateurs et autre gibier migratoire à plumes. Ils pêchaient diverses espèces de poissons et de tortues aquatiques en fonction de la faune disponible dans les corps d’eau alentour.

### Poterie
Des styles distinctifs de pots en terre à fond plat, des bols hémisphériques et des pointes en pierre utilisées sur des propulseurs tels que les fléchettes, sont associés à la culture de Baytown. La culture de Plum Bayou (en) est issue de la culture de Baytown, et celles-ci ne sont pas exactement distinctes. Leurs chronologies se chevauchent, des formes de pots et des motifs décoratifs de la culture de Plum Bayou ont été retrouvés au site de Baytown, preuve qu’il était encore utilisé après l’an 650 EC. Des céramiques à impression cordée de Mulberry Creek, Larto Red, Coles Creek Incised, et Officer Punctated ont été retrouvées au site de Baytown.